# Jan Heintze
Jan Heintze   (Tårnby, 17 d'agost de 1963) és un exfutbolista danès de la dècada de 1990.
Fou 86 cops internacional amb la selecció de Dinamarca amb la qual participà en la Copa del Món de futbol de 1998 i 2002.
Pel que fa a clubs, defensà els colors de PSV Eindhoven, Bayer Uerdingen, Bayer Leverkusen i PSV Eindhoven.